# Кампестри (Минас-Жерайс)
Кампестри (порт. Campestre) — муниципалитет в Бразилии, входит в штат Минас-Жерайс. Составная часть мезорегиона Юг и юго-запад штата Минас-Жерайс. Входит в экономико-статистический микрорегион Посус-ди-Калдас. Население составляет 22 854 человека на 2006 год. Занимает площадь 577,152 км². Плотность населения — 39,6 чел./км².
Праздник города — 30 августа.

## История
Город основан 30 августа 1830 года. 

## Статистика
- Валовой внутренний продукт на 2003 год составляет 100 292 503,00 реалов (данные: Бразильский институт географии и статистики).
- Валовой внутренний продукт на душу населения на 2003 год составляет 4600,79 реалов (данные: Бразильский институт географии и статистики).
- Индекс развития человеческого потенциала на 2000 год составляет 0,759 (данные: Программа развития ООН).

## География
Климат местности: горный тропический.